# Microgale monticola
Il tenrec toporagno montano (Microgale monticola) è una specie di tenrec endemica del Madagascar, dove abita le zone ricoperte di foresta pluviale delle aree montuose (da qui il nome).